# FKプロレテル・テスリチ
FKプロレテル・テスリチ（FK Proleter Teslić）は、ボスニア・ヘルツェゴビナのスルプスカ共和国テスリチをホームタウンとするサッカークラブである。

## 歴史
1926年に創設された。
プルヴァ・リーガRS初年度の1995-96シーズンに西地域に参加したが、最下位に終わり、ドルガ・リーガRSに降格した。
2012年に5シーズン連続で所属していたプルヴァ・リーガRSで最下位に終わり、FKラクタシと共にドルガ・リーガRSに降格した。両チームは共に26試合で優勝したラドニク・ビイェリナの31得点を上回る34得点を記録した一方でリーグ最多の55失点を記録した。
2012-13シーズンはドルガ・リーガRS・西地域で2位に終わったが、優勝したイェディンストヴォ・ジェラヴィツァがプルヴァ・リーガRS昇格を辞退したため、代わりに昇格した。
2014-15シーズンはプルヴァ・リーガRS最終節の第26節に1-0でルダル・プリイェドルに勝利して残留を果たし、敗れたルダル・プリイェドルも優勝してプレミイェル・リーガに昇格する権利を獲得したが、同じくポドリニェ・ヤニャが1-0でレオタル・トレビニェに勝利して残留を果たした試合と共に不正行為が疑われた。89分に決勝点が生まれたポドリニェ・ヤニャの試合では7分間の後半アディショナルタイムが取られ、一方、プロレテル・テスリチの試合では18分間の後半アディショナルタイムが取られ決勝点は同11分に生まれた。最終的にスルプスカ共和国サッカー連盟により当該4チームは勝ち点6をはく奪され、第26節の当該試合結果は順位表に登録されないことが決定された。この結果、プロレテル・テスリチはポドリニェ・ヤニャと共にドルガ・リーガRSに降格し、代わりにスロボダ・ムルコニチ・グラードとドリナHEヴィシェグラードが残留した。

## 獲得タイトル
- ドルガ・リーガRS：1回
  - 2006-07